# 武家事紀
『武家事紀』（ぶけじき）は、江戸時代前期に山鹿素行によって書かれた歴史書・武家故実書。全58巻。
素行が赤穂藩に配流中の延宝元年（1673年）の序文がある。素行自筆のものは現存せず、写本としては平戸山鹿家所蔵本・津軽家所蔵本などがある。

## 概要
前集3巻・後集2巻・続集38巻・別集15巻によって構成されている。武家の歴史を描くことに主力を置いているが、そのために必要な語句などの詳細な解説が付されており、読者である武家の参考にするための事典としての機能も有していた。また、古案（古文書）からの引用も多くなされている点も当時としては画期的であった。

## 内容
- 前集－3巻
皇統要略（巻第一）・武統要略（巻第二・第三）
- 後集－2巻
武朝年譜（巻第四）・君臣正統（巻第五）
- 続集－38巻
譜伝（巻第六から第十二）・家臣（巻第十三・十四）・御家人（巻第十五）・諸家（巻第十六・十七）・諸家陪臣・戦略・古案・法令・式目・地理・駅路・地理国図
- 別集－15巻
将礼・武本・武家式・年中行事・国郡制・職掌・臣礼・古実・官営・故実・武芸・雑芸故実

### 記述
- 豊臣政権における「三中老」の出典の一つとされる[3]。
- 上杉謙信について「敵に塩を送る」逸話が書かれ「孟優ニシテ無双ノ良将タリ」等と絶賛している[4]。庶子の山鹿万助（高基）の子孫が仕えた平戸藩でも松浦重信が『武功雑記』、松浦静山が『甲子夜話』で取り上げている。
- 豊臣秀吉の朝鮮出兵は参陣諸将が不和であったために挫折したものの、日本の武勇を外国に知らしめたという点で神功皇后以来の壮挙であると説く[5]。

## 刊本
- 『武家事紀』全3巻　原書房　1982-83　明治百年史叢書
- 素行子山鹿高興 著『武家事紀』上巻,山鹿素行先生全集刊行会,大正4-7. 国立国会図書館デジタルコレクション
- 素行子山鹿高興 著『武家事紀』中巻,山鹿素行先生全集刊行会,大正4-7.国立国会図書館デジタルコレクション
- 素行子山鹿高興 著『武家事紀』下巻,山鹿素行先生全集刊行会,大正4-7.国立国会図書館デジタルコレクション
- 『山鹿素行全集 思想篇』広瀬豊編　岩波書店　1940-42
- 『新編武家事紀』新人物往来社　1969